# حسن چانی
حسن چانی (زاده ۵ مه ۱۹۸۸) دونده دو استقامت بحرینی با اصلیت مراکشی است. 
وی نماینده بحرین در دو ۱۰٬۰۰۰ متر مردان در بازی‌های المپیک تابستانی ۲۰۱۶ بود. 